# USS Flier (SS-250)
USS Flier (SS-250) là một tàu ngầm lớp Gato từng phục vụ cùng Hải quân Hoa Kỳ trong Chiến tranh Thế giới thứ hai. Nó là chiếc tàu chiến duy nhất của Hải quân Hoa Kỳ được đặt cái tên này, theo tên một loài cá áp chảo trong lớp Cá vây tia. Nó đã phục vụ trong Thế chiến II, thực hiện hai chuyến tuần tra và đánh chìm một tàu buôn có tải trọng 10.380 tấn. Trong chuyến tuần tra thứ hai, con tàu bị đắm do trúng thủy lôi tại eo biển Balabac vào ngày 13 tháng 8, 1944. Flier được tặng thưởng một Ngôi sao Chiến trận do thành tích phục vụ trong Thế Chiến II.

## Thiết kế và chế tạo
Lớp tàu ngầm Gato được thiết kế cho mục đích một tàu ngầm hạm đội nhằm có tốc độ trên mặt nước cao, tầm hoạt động xa và vũ khí mạnh để tháp tùng hạm đội chiến trận. Con tàu dài 311 ft 9 in (95,02 m) và có trọng lượng choán nước 1.525 tấn Anh (1.549 t) khi nổi và 2.424 tấn Anh (2.463 t) khi lặn. Chúng trang bị động cơ diesel dẫn động máy phát điện để cung cấp điện năng cho bốn động cơ điện, đạt được công suất 5.400 shp (4.000 kW) khi nổi và 2.740 shp (2.040 kW) khi lặn, cho phép đạt tốc độ tối đa 21 hải lý trên giờ (39 km/h) và 9 hải lý trên giờ (17 km/h) tương ứng. Tầm xa hoạt động là 11.000 hải lý (20.000 km) khi đi trên mặt nước ở tốc độ 10 hải lý trên giờ (19 km/h) và có thể hoạt động kéo dài đến 75 ngày và lặn được sâu tối đa 300 ft (90 m).
Lớp tàu ngầm Gato được trang bị mười ống phóng ngư lôi 21 in (530 mm), gồm sáu ống trước mũi và bốn ống phía phía đuôi tàu, chúng mang theo tối đa 24 quả ngư lôi. Vũ khí trên boong tàu gồm một hải pháo 3 inch/50 caliber, và thường được tăng cường một khẩu pháo phòng không Bofors 40 mm nòng đơn và một khẩu đội Oerlikon 20 mm nòng đôi, kèm theo súng máy .50 caliber và .30 caliber. Tiện nghi cho thủy thủ đoàn bao gồm điều hòa không khí, thực phẩm trữ lạnh, máy lọc nước, máy giặt và giường ngủ cho hầu hết mọi người, giúp họ chịu đựng cái nóng nhiệt đới tại Thái Bình Dương cùng những chuyến tuần tra kéo dài đến hai tháng rưỡi.
Flier được đặt lườn tại xưởng tàu của hãng Electric Boat Company ở Groton, Connecticut vào ngày 30 tháng 10, 1942. Nó được hạ thủy vào ngày 11 tháng 7, 1943, được đỡ đầu bởi bà A. S. Pierce, và được cho nhập biên chế cùng Hải quân Hoa Kỳ vào ngày 18 tháng 10, 1943 dưới quyền chỉ huy của Hạm trưởng, Thiếu tá Hải quân John Daniel Crowley.

## Lịch sử hoạt động
Sau khi hoàn tất việc chạy thử máy huấn luyện tại các vùng biển ngoài khơi New London, Connecticut và Newport, Rhode Island, Flier chuẩn bị để được điều động sang khu vực Mặt trận Thái Bình Dương. Nó khởi hành từ Căn cứ Tàu ngầm Hải quân New London, băng qua kênh đào Panama và đi đến Trân Châu Cảng vào ngày 20 tháng 12, 1943.

### Chuyến tuần tra thứ nhất
Khởi hành cho chuyến tuần tra đầu tiên vào ngày 12 tháng 1, 1944, Flier gặp tai nạn mắc cạn gần đảo Midway vào ngày 16 tháng 1. Chiếc Macaw (ASR-11), một tàu cứu hộ tàu ngầm lớp Chanticleer, đã tìm cách kéo chiếc tàu ngầm ra khỏi chỗ mắc cạn, nhưng bản thân Macaw lại bị đắm vào ngày 13 tháng 2. Flier cuối cùng được tàu cứu hộ Florikan (ASR-9) cứu vào kéo về Trân Châu Cảng, và sau đó đến Xưởng hải quân Mare Island để sửa chữa.
Sau khi hoàn tất công việc trong xưởng tàu, Flier lên đường vào ngày 21 tháng 5 để tuần tra vùng biển phía Tây đảo Luzon. Bắt gặp một đoàn năm tàu buôn được hộ tống vào ngày 4 tháng 6, nó đã phóng ngư lôi tấn công, đánh chìm chiếc Hakusan Maru (10.380 tấn) và gây hư hại cho một tàu buôn khác trước khi lặn xuống để né tránh phản công. Đến ngày 13 tháng 6, nó lại tấn công một đoàn tàu 11 chiếc tàu buôn và tàu chở dầu được ít nhất sáu tàu hộ tống bảo vệ. Nó đã tấn công đoàn tàu, nhưng phải lặn khẩn cấp để né tránh để né tránh mìn sâu từ các tàu hộ tống, nên không thể đánh giá kết quả. Sang ngày 22 tháng 6, nó theo dõi một đoàn tàu vận tải lớn, phóng một loạt sáu quả ngư lôi và trúng đích được bốn quả, và tiếp tục theo đuổi đoàn tàu sang ngày hôm sau, phóng một loạt bốn quả ngư lôi và trúng đích ba quả vào một tàu buôn khác, nhưng không xác định được hư hại của đối phương. Chiếc tàu ngầm quay trở về căn cứ tại Fremantle, Australia để tái trang bị từ ngày 5 tháng 7 đến ngày 2 tháng 8.

### Chuyến tuần tra thứ hai
Trong chuyến tuần tra thứ hai, Flier hướng sang vùng biển Đông Dương thuộc Pháp ngang qua các eo biển Lombok, Macassar và  Balabac. Đang khi băng qua eo biển Balabac lúc khoảng 22 giờ 00 ngày 12 tháng 8, chiếc tàu ngầm trúng phải thủy lôi và đắm chỉ sau một phút; 15 sĩ quan và thủy thủ đã kịp thoát ra khỏi tàu trước khi nó chìm, nhưng sáu người trong số họ đã từ trần sau đó. Tám người còn sống sót đã đến được đảo Byan sau 17 giờ trôi nổi trên biển; họ được quân du kích Philippines dẫn đường đến một trinh sát viên duyên hải, và được bố trí để được tàu ngầm Redfin (SS-272) đón trong đêm 30-31 tháng 8 và đưa họ quay trở về về căn cứ.
Flier được rút tên khỏi danh sách Đăng bạ Hải quân vào ngày 23 tháng 9, 1944.

## Xác tàu đắm
Vào ngày 1 tháng 2, 2009, Hải quân Hoa Kỳ công bố phát xác tàu Flier gần eo biển Balabac, tại tọa độ 7°58′B 117°15′Đ / 7,967°B 117,25°Đ dựa vào thông tin từ những người sống sót. Ảnh chụp xác tàu cho thấy bệ pháo và ăn-ten radar tương đồng với những ảnh chụp Flier đương thời; cũng như nghiên cứu cho biết không có tàu ngầm Nhật Bản hay Đồng Minh nào khác bị đánh chìm tại khu vực lân cận, nên có thể khẳng định đó chính là Flier. Xác tàu nằm ở độ sâu 330 ft (100 m) dưới đáy biển.

## Phần thưởng
Flier được tặng thưởng một Ngôi sao Chiến trận do thành tích phục vụ trong Thế Chiến II. Nó được ghi công đã đánh chìm một tàu buôn Nhật Bản với tải trọng 10.380 tấn.
|  |             |  |
|  | Bronze star |  |

| Dãi băng Hoạt động Tác chiến  |                                                                         |                                      |
| Huân chương Chiến dịch Hoa Kỳ | Huân chương Chiến dịch Châu Á-Thái Bình Dương với 1 Ngôi sao Chiến trận | Huân chương Chiến thắng Thế Chiến II |